# Jean Baptiste Penant
Jean Baptiste Penant, né le 16 janvier 1767 à Chauny (Aisne), mort le 24 octobre 1812 à la bataille de Maloyaroslavets (Russie), est un militaire français de la Révolution et de l’Empire.

## États de service
Il entre en service le 23 août 1791, comme capitaine au 3e bataillon de volontaire de l’Aisne, et il fait le début de la campagne de 1792, à l’armée du Nord. Le 29 juillet 1792, il devient aide de camp du général Rochambeau, gouverneur des îles du Vent, il embarque au mois d’août pour la Martinique, et il y fait les campagnes de 1792 à l’an II. En récompense des services qu’il rend, Rochambeau  le nomme chef de bataillon provisoire au 32e régiment d’infanterie le 29 juin 1793.
Le 20 mai 1794, il est chargé d’apporté au Conseil exécutif les dépêches de son général, et il est arrêté à son arrivée à Brest par ordre du représentant en mission Prieur, qui lui fait enlever ses dépêches. Il est remis en liberté le 29 octobre 1794, et de retour à Paris, il retrouve les dépêches de Rochambeau qui ont été envoyées à la commission de la marine et des colonies, et qui non pas été ouvertes. Le Comité de salut public ayant pris connaissance de ces pièces, rend pleine et entière justice à Penant, et le confirme dans son grade de chef de bataillon le 30 avril 1795. Sa santé ne permettant pas de le renvoyé en Amérique, le gouvernement l’emploi pendant l’an IV, à l’armée de l'Intérieur. 
Le 21 novembre 1796, il passe dans la 81e demi-brigade d’infanterie de ligne, et il fait les campagnes de l’an V à l’an IX, aux armées de l’Ouest, d’Angleterre et d’Italie. En l’an X et en l’an XI, il sert à l’armée d’observation du Midi. Il est nommé major du 42e régiment d’infanterie de ligne le 21 décembre 1803, et il est fait chevalier de la Légion d’honneur le 25 mars 1804.
De l’an XIII à 1806, il sert à l’armée de Naples, et il se trouve à Andria, à Barletta, à Eboli, à Forli, à Reggio et au camp de Ponte Mello, aux combats de Campo-Tenese le 9 mars 1806, de Scigliano le 3 juillet, de Santa-Euphemia le 4 juillet 1806, de Rogliano et au siège d’Amantea en décembre 1806. En 1807, il suit l’armée de Naples à Bologne, à Venise et à Vérone, puis il passe à l’armée d’Italie, où il fait partie en 1808 de la division Lamarque.
Colonel en second le 15 avril 1811, il est appelé au commandement du 35e régiment d’infanterie le 23 octobre suivant. Il rejoint son régiment en avril 1812, et il participe à la campagne de Russie, où il prend une part distinguée. Il meurt sur le champ de bataille de Maloyaroslavets le 24 octobre 1812

## Sources
- A. Lievyns, Jean Maurice Verdot, Pierre Bégat, Fastes de la Légion-d'honneur, biographie de tous les décorés accompagnée de l'histoire législative et réglementaire de l'ordre, Tome 4, Bureau de l’administration, 1844, 640 p. (lire en ligne), p. 399.
- Gustave Louis Eugène Piéron, Histoire d'un régiment la 32e Demi-brigade (1775-1890) : Lonato, 1796, les Pyramides, 1798, Friedland, 1807, Sébastopol, 1855, A. le Vasseur et Cie, 1890, p. 28.
- Commandant G. Dumont, Bataillons de volontaires nationaux, (cadres et historiques), Paris, Lavauzelle, 1914, p. 12.
- Danielle Quintin et Bernard Quintin, Dictionnaires des colonels de Napoléon, S.P.M., 2013, 978 p. (ISBN 978-2-296-53887-0, lire en ligne)